# Laser Nd:YAG
Laserji Nd:YAG ali neodimijevi laserji spadajo v kategorijo laserjev, katerih ojačevalno sredstvo je v trdnem stanju. Temeljijo na kristalih itrij-aluminijevega-granata (Y3Al5O12), v katerem del itrijevih atomov nadomestimo z neodimovimi. Gre za sintetične kristale, ki so zaradi uporabe v laserjih postali iskani v 60. letih prejšnjega stoletja. Najpogosteje oddajajo Nd:YAG laserji infrardečo svetlobo pri valovni dolžini 1064 nm in imajo veliko izhodno moč. 
Pogosto izhodno svetlobo frekvenčno podvojimo, da dobimo vidno svetlobo pri 532 nm. Nd:YAG laserji lahko delujejo tudi v sunkovnem načinu s preklapljanjem dobrote resonatorja. Na ta način so že dosegli izhodno moč 250 MW v sunkih, dolgih 10 do 25 nanosekund.
Namesto neodimovih atomov pri dopiranju pogosto uporabimo atome erbija (Er), iterbija (Yb),  ali tulija (Tm). 

## Delovanje laserja Nd:YAG
Nd:YAG je 4-nivojski optično ojačevalni medij, ki omogoča znatno ojačanje tudi za majhne črpalne moči.
Optična ojačanja so relativno majhna, je pa zato nizek prag črpalne moči in višja učinkovitost optičnega črpanja. Nd:YAG laserje črpamo tako, da na kristal svetimo s plinskimi svetilkami ali pa z laserskimi diodami tj. električno črpanimi polprevodniškimi laserji. Optično črpanje 
je možno zaradi širokega spektralnega območja absorpcije, še zlasti valovnih dolžin okoli 800 nm.
Najpogostejša izsevana valovna dolžina Nd:YAG je 1064 nm, ostale izsevane spektralne črte so 946 nm, 1123 nm, 1319 nm, 1338 nm in 1444 nm. Pri prehodu z valovno dolžino 946 nm se Nd:YAG obnaša kot kvazi 3-nivojski sistem, vendar zahteva mnogo višje črpalne moči. 
Materiale v Nd:YAG laserjih običajno uporabljamo v monokristalinični obliki, izdelane z
metodo Czochralski, obenem so dosegljivi tudi keramike-polikristalini, katerih prednost je predvsem visoka stopnja optične kvalitete. Za obe, monokristalinični
in keramični Nd:YAG, velja, da so tako absorpcijske kakor tudi sipalne izgube
v laserskem kristalu zanemarljive tudi za relativno velike kristale.
Tipične koncentracije dopanta znašajo približno 1 utežni procent. Višje koncentracije so lahko prednost, ker povečajo učinkovitost črpanja, vendar previsoke koncentracije vodijo do zmanjšanja življenjskih časov višjih stanj, kar zviša prag črpalne moči.
| Parametri laserja                             | Nd:YAG          | Nd:Steklo                |
| --------------------------------------------- | --------------- | ------------------------ |
| Valovna dolžina izstopne svetlobe             | 1.064 μm        | 1.054–1.062 μm           |
| Verjetnost spontanega prehoda A               | 4.3 · 103 s−1   | 2.9 s−1 do 3.4 · 103 s−1 |
| Življenjski čas zgornjega laserskega nivoja τ | 230 μs          | 290–340 μs               |
| Spektralna širina prehoda FWHM                | 1.2 · 1011 s−1  | 7.5 · 1012 s−1           |
| Tipična obrnjena zasedenost ΔN                | 1.6 · 1023 m−3  | 8.0 · 1023 m−3           |
| Gostota dopanta                               | 1.4 · 1026 m−3  | 4.6 · 1026 m−3           |
| Lomni količnik ojačevalnega medija            | 1.82            | 1.50–1.57                |
| Delovna temperatura                           | 300 K           | 300 K                    |
| Črpalna metoda                                | optično         | optično                  |
| Črpalno območje                               | 300–900(810) nm | 300–900(750) nm          |
| Izhodna energija                              | 1 J/sunek       | < 10 kJ/sunek            |

## Uporaba Nd:YAG laserjev
Nd:YAG laserji so zelo razširjeni za uporabo v oftalmologiji, onkologiji, zobozdravstvu in kozmetični medicini. Uporabljajo se tudi za rezanje, varjenje in označevanje kovin in plastik.

## Ostali dopanti v laserjih YAG
- Yb:YAG laser, izseva svetlobo valovne dolžine tipično 1030 nm ali 1050 nm.

- Er:YAG laser, izseva svetlobo pri λ =  2.94 μm in tudi pri 1645 nm in 1615 nm. Uporabljajo se v zobozdravstvu in v dermatologiji.

- Tm:YAG, izseva svetlobo pri λ = 2 μm, z nastavljivo valovno dolžino v območju do λ = 0.1 μm.

- Cr4+:YAG laserji sevajo svetlobo v področju 1.35-1.55 μm. Črpani so z Nd:YAG laserji pri 1064 nm, primerni za

generiranje zelo kratkih pulzov. Široka uporaba Cr4+:YAG predvsem
kot saturacijski absorber za sunkovne laserje.